# Parafia św. Józefa Oblubieńca w Trzcinnej
Parafia pw. św. Józefa Oblubieńca w Trzcinnej – parafia rzymskokatolicka należąca do dekanatu Myślibórz, archidiecezji szczecińsko-kamieńskiej, metropolii szczecińsko-kamieńskiej. W parafii posługują księża diecezjalni. Według stanu na wrzesień 2018 proboszczem parafii był ks. Dariusz Pilarski.

## Miejsca święte

### Kościół parafialny
Kościół św. Józefa w Trzcinnej

### Kościoły filialne i kaplice
Kościół Najświętszego Serca Pana Jezusa w Stawie